# Parlamentswahl in Usbekistan 1994/95

Verteilung der Sitze im usbekischen Parlament nach der Wahl (links Volksdemokratische Partei Usbekistans, Mitte lokal nominierte Kandidaten, rechts Fortschrittspartei)

Die Parlamentswahl in Usbekistan 1994/95 war die erste Parlamentswahl in der unabhängigen Republik Usbekistan. Sie wurde am 25. Dezember 1994 mit einem zweiten Wahlgang in einzelnen Wahlbezirken am 9. und 22. Januar 1995 abgehalten. Gewählt wurden die 250 Abgeordneten im Oliy Majlis, dem usbekischen Parlament.

## Hintergrund
Im Prozess des Zerfalls der Sowjetunion wurde die ehemalige Usbekische Sozialistische Sowjetrepublik am 20. Juni 1991 als Republik Usbekistan unabhängig. Nach der Präsidentschaftswahl in Usbekistan 1991 wurde Islom Karimov erster Präsident des jungen Staates. Als größte politische Partei des Landes etablierte sich die Volksdemokratische Partei Usbekistans, die als Nachfolgepartei der Kommunistischen Partei Usbekistans mit ihrem Vorsitzenden Karimov das politische Geschehen in Usbekistan prägte. Die Abhaltung einer Wahl wurde durch die neue Verfassung Usbekistans, die am 8. Dezember 1992 angenommen wurde, vorgeschrieben. Die Verfassung beinhaltete die Einrichtung eines Parlaments mit 250 Abgeordneten als Ersatz für den Obersten Sowjet der Usbekischen SSR.

## Wahlsystem
Die Wahl erfolgte nach dem Prinzip der Mehrheitswahl basierend auf 250 Wahlbezirken im Land. Jeder dieser Bezirke entsandte einen Abgeordneten in das usbekische Parlament. Dieser musste mit absoluter Mehrheit gewählt werden, gelang dies keinem der Kandidaten im ersten Wahlgang wurde ein zweiter Wahlgang zwischen den beiden bestplatzierten Kandidaten des ersten Wahlgangs angesetzt. Die Registrierung von Kandidaten konnte entweder über die zur Wahl zugelassenen Partei oder durch lokale Entscheidungsgremien erfolgen.

## Kandidaten und Parteien
Insgesamt kandidierten 634 Kandidaten für die 250 Sitze im usbekischen Parlament, 250 Kandidaten wurden auf lokaler Ebene nominiert, 243 von der Volksdemokratischen Partei und 141 von der Fortschrittspartei. In 55 % der Wahlbezirke traten drei Kandidaten zur Wahl an, in 43 % der Wahlbezirke zwei und in 2 % der Wahlbezirke gab es nur einen Kandidaten. Für die Einschätzung der politischen Machtverhältnisse ist zudem wichtig, dass zahlreiche der lokal nominierten Kandidaten ebenfalls der Volksdemokratischen Partei nahestanden und den Kurs der Partei und ihres Vorsitzenden Karimov unterstützten. Die inhaltlichen Unterschiede zwischen der Volksdemokratischen Partei und der Fortschrittspartei waren gering und beschränkten sich weitestgehend auf die Wirtschaftspolitik, wo die Fortschrittspartei auf schnellere Reformen drang. Kritik am Präsidenten wurde aber auch von der Fortschrittspartei nicht geäußert, sodass im Vorfeld der Wahl auch kein wirklicher Wahlkampf ablaufen konnte. Oppositionelle Parteien wie Erk oder Birlik wurden zu der Wahl nicht zugelassen.

## Ergebnis

Logo der Volksdemokratische Partei Usbekistans

Bei einer Wahlbeteiligung von 94 % wurde die Volksdemokratische Partei, wie bereits zuvor erwartet, Wahlsieger. In 45 der 250 Wahlbezirke wurden im Januar 1995 Stichwahlen abgehalten.
| Partei                                | Sitze |
| ------------------------------------- | ----- |
| Volksdemokratische Partei Usbekistans | 69    |
| Fortschrittspartei                    | 14    |
| lokal Nominierte                      | 167   |

Da weder die Fortschrittspartei noch die überwältigende Mehrheit der lokal Nominierten eine oppositionelle Haltung gegenüber der Volksdemokratischen Partei einnahmen, war das Parlament vollkommen unter Kontrolle der Volksdemokratischen Partei. Für den Präsidenten Karimov, dessen Amt gegenüber dem Parlament bereits weitreichende Kompetenzen beinhaltete, bedeutete dieses Ergebnis eine weitere Sicherung seiner Macht.
Im neu zusammengesetzten Parlament Usbekistans saßen 235 männliche Abgeordnete und 15 weibliche Abgeordnete.

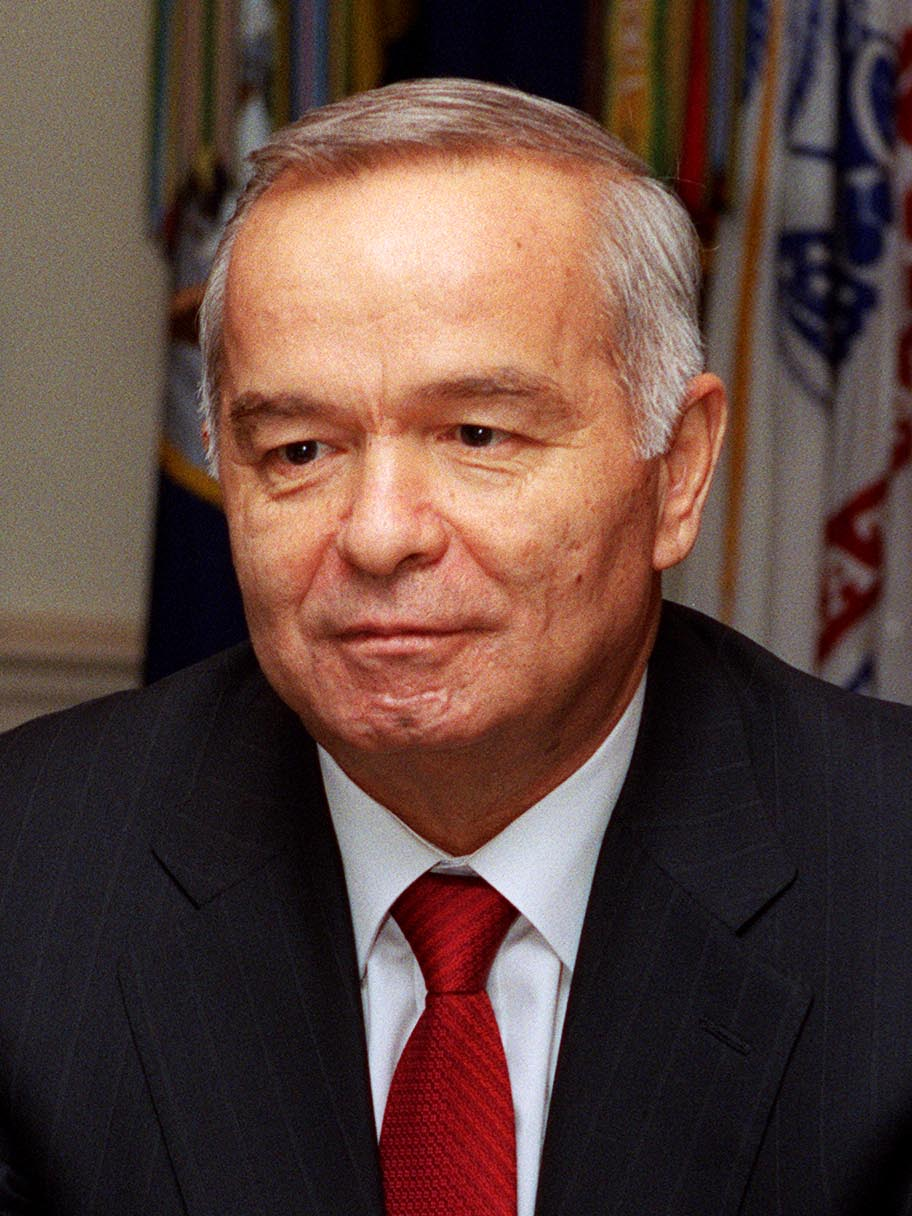
Usbekistans langjähriger Präsident Karimov

## Bewertung
Die Wahl wurde von ausländischen Beobachtern als weder frei noch fair eingeschätzt. Die offensichtliche Unterdrückung der Opposition und das Fehlen jeglicher politischer Debatten prägte die Parlamentswahl in negativer Hinsicht. Nach der Parlamentswahl blieben Ministerpräsident Abdulhoshim Mutalov und sein Kabinett im Amt und setzten die Linie bedingungslose Loyalität gegenüber dem Präsidenten Karimov fort, sodass dieser das Parlament de facto kontrollieren konnte. Karimov selbst rief nach der Wahl zu vielfältigeren Meinungsäußerungen über politische Themen im Land auf, baute in den folgenden Jahren aber konsequent seine autokratische Herrschaft aus. Seitens der Opposition wurde nach der Wahl von einem totalen Bedeutungsverlust des Parlaments gesprochen.